# Еммонак (Аляска)
Еммонак (англ. Emmonak) — місто (англ. city) в США, в окрузі Кусілвак штату Аляска. Населення — 825 осіб (2020).

## Географія
Еммонак розташований за координатами 62°47′7″ пн. ш. 164°33′9″ зх. д. / 62.78528° пн. ш. 164.55250° зх. д. (62.785415, -164.552449).  За даними Бюро перепису населення США в 2010 році місто мало площу 23,72 км², з яких 19,87 км² — суходіл та 3,84 км² — водойми. В 2017 році площа становила 15,31 км², з яких 12,83 км² — суходіл та 2,48 км² — водойми.

### Клімат
| Клімат : Еммонак        | Клімат : Еммонак | Клімат : Еммонак | Клімат : Еммонак | Клімат : Еммонак | Клімат : Еммонак | Клімат : Еммонак | Клімат : Еммонак | Клімат : Еммонак | Клімат : Еммонак | Клімат : Еммонак | Клімат : Еммонак | Клімат : Еммонак | Клімат : Еммонак |
| Показник                | Січ.             | Лют.             | Бер.             | Квіт.            | Трав.            | Черв.            | Лип.             | Серп.            | Вер.             | Жовт.            | Лист.            | Груд.            | Рік              |
| Абсолютний максимум, °C | 3,9              | 7,8              | 6,7              | 12,2             | 22,8             | 23,9             | 26,7             | 26,7             | 19,4             | 13,9             | 6,1              | 4,4              | 26,7             |
| Середній максимум, °C   | −9,5             | −9,8             | −5,1             | −1,7             | 6,8              | 14,7             | 15,9             | 15,2             | 10,4             | 2,2              | −4,2             | −8,2             | 2,3              |
| Середня температура, °C | −13,5            | −14,3            | −10,2            | −6,7             | 2,8              | 9,9              | 12,1             | 11,3             | 6,7              | −0,8             | −7,6             | −11,7            | −1,8             |
| Середній мінімум, °C    | −17,5            | −18,7            | −15,4            | −11,7            | −1,3             | 5,1              | 8,3              | 7,4              | 3,0              | −3,9             | −11              | −15,2            | −5,8             |
| Абсолютний мінімум, °C  | −45,6            | −40,6            | −40              | −28,3            | −21,7            | −6,1             | 1,1              | −2,2             | −7,2             | −20,6            | −31,1            | −34,4            | −45,6            |
| Норма опадів, мм        | 26               | 25               | 25               | 15               | 27               | 39               | 55               | 77               | 68               | 37               | 40               | 37               | 471              |
| ----------------------- | ---------------- | ---------------- | ---------------- | ---------------- | ---------------- | ---------------- | ---------------- | ---------------- | ---------------- | ---------------- | ---------------- | ---------------- | ---------------- |
| Джерело: WRCC           |                  |                  |                  |                  |                  |                  |                  |                  |                  |                  |                  |                  |                  |

## Демографія
Згідно з переписом 2010 року, у місті мешкали 762 особи в 185 домогосподарствах у складі 150 родин. Густота населення становила 32 особи/км².  Було 213 помешкання (9/км²).
Расовий склад населення:
| - 96,3 % — корінних американців - 3,1 % — білих - 0,1 % — азіатів |

До двох чи більше рас належало 0,4 %. Частка іспаномовних становила 0,1 % від усіх жителів.
За віковим діапазоном населення розподілялося таким чином: 37,3 % — особи молодші 18 років, 55,5 % — особи у віці 18—64 років, 7,2 % — особи у віці 65 років та старші. Медіана віку мешканця становила 24,4 року. На 100 осіб жіночої статі у місті припадало 128,8 чоловіків;  на 100 жінок у віці від 18 років та старших — 122,3 чоловіків також старших 18 років.
Середній дохід на одне домашнє господарство  становив 60 649 доларів США (медіана — 44 773), а середній дохід на одну сім'ю — 60 536 доларів (медіана — 48 125). Медіана доходів становила 36 250 доларів для чоловіків та 39 750 доларів для жінок. За межею бідності перебувало 25,8 % осіб, у тому числі 31,6 % дітей у віці до 18 років та 12,0 % осіб у віці 65 років та старших.
Цивільне працевлаштоване населення становило 247 осіб. Основні галузі зайнятості: освіта, охорона здоров'я та соціальна допомога — 38,1 %, публічна адміністрація — 21,9 %, транспорт — 10,9 %, роздрібна торгівля — 7,3 %.